# Архимандрит Данило (Андрејић)
Данило (световно Живорад Андрејић; Царевац код Великог Градишта, 12. септембар 1922 — Манастир Тумане, 8. новембар 2007) био је архимандрит Српске православне цркве, теолог и духовник Манастира Тумане.

## Биографија
Архимандрит Данило (Андрејић), рођен је 12. септембра 1922. године у селу Царевац код Великог Градишта, од побожних и честитих родитеља. Приликом крштења је добио име Живорад.
Основну школу завршио је у родном месту. Свој монашки пут започиње у Манастиру Покајници код Велике Плане, 1967. године. Замонашен је 3. јануара 1971. године у Покајници од стране старешине манастира игумана оца Васијана Мишића, добивши монашко име Данило.
Рукоположен је у чин јерођакона 16. а у чин јеромонаха 24. јануара 1971. године у Саборној цркви у Пожаревцу, од стране епископа пожаревачко-браничевскога господина Хризостома Војиновића. Постављен је 1977. године за духовника Манастира Нимника код Курјаче, и ту остао на дужности до 1992. године.
Одлуком епископа пожаревачко-браничевскога господина Саве Андрића, постављен је 5. фебруара 1992. године за духовника Манастир Тумане код Голубца, и ту остао до 2007. године. Чин архимандрита добио је 1993. године.
Упокојио се у Господу 8. новембра 2007. године у Манастиру Туману, сахрањен је на монашком гробљу.